# Супротивный (Кировская область)
 Супротивный  — посёлок в Шабалинском районе Кировской области России. Входит в состав Гостовского сельского поселения. Возник как поселение при железнодорожной станции Супротивный.

## География
Расположен при реке Супротивная, при железнодорожной линии Свеча-Котельнич I, на расстоянии примерно 35 км по прямой на запад от райцентра посёлка Ленинского .

## История
Известен с 1978 года. Населённый пункт появился при строительстве железной дороги. В селении жили семьи тех, кто обслуживал железнодорожную инфраструктуру.

## Население
| 2010 |
| ---- |
| 26   |

### Историческая численность населения
Постоянное население составляло в 1989 125 жителей, 81 человек (русские 93 %) в 2002 году, 26 в 2010.

## Инфраструктура
Основа экономики — обслуживание путевого хозяйства Северной железной дороги.
Личное подсобное хозяйство с зоной сельскохозяйственного использования, индивидуальная застройка усадебного типа.

## Транспорт
Доступен автомобильным и железнодорожным транспортом.
Остановка общественного транспорта «Супротивный». Железнодорожная станция Супротивный.